# Сесак (Горња Лоара)
Сесак (фр. Ceyssac) је насеље и општина у централној Француској у региону Оверња, у департману Горња Лоара која припада префектури Пиј ан Веле.
По подацима из 2011. године у општини је живело 400 становника, а густина насељености је износила 36,83 становника/km². Општина се простире на површини од 10,86 km². Налази се на средњој надморској висини од 705 метара (максималној 897 m, а минималној 657 m).

## Демографија
| 1962. | 1968. | 1975. | 1982. | 1990. | 1999. | 2011. |
| ----- | ----- | ----- | ----- | ----- | ----- | ----- |
| 240   | 286   | 319   | 372   | 407   | 405   | 400   |

График промене броја становника у току последњих година